# 人小鬼大
《人小鬼大》（コボちゃん，又譯淘氣阿寶、頑皮家族、瓜皮日記，港譯《KOBO 看天下》）是植田正志以四格漫畫形式創作的日本漫畫作品。由《讀賣新聞》（日報）從1982年4月1日起一直到現在持續連載中，並且早先由蒼鷹社發行一到六十集的單行本，現在轉交芳文社繼續出版新的單行本。1992年到1994年之間曾在日本電視系播出電視動畫版（制作：EIKEN）。
台灣曾在1990年代初期出現輔欣書局出版的無授權版單行本，中文書名《頑皮家族》；2000年代初期，中華電視公司以雙語（主聲道為國語配音，副聲道為日語原聲）播出動畫版；現有的授權台灣中文版則由東立出版社全出版。
2004年12月1日起，在日本各報連載四格漫畫版，首度改為彩色印刷連載。

## 登場人物
- 田畑小穗（輔欣版改名為「多多」）　（聲：大谷育江）
五歲的幼稚園兒童，也是這部漫畫的主角。他剪了個西瓜皮髮型，像是蓋了什麼東西在頭上一樣，成為他的註冊商標。實際上就跟一般的小孩子一樣，相當開朗有朝氣。

- 田畑早苗（輔欣版無標註姓名，僅標註「多多的媽媽」）　（聲：松井菜櫻子）
小穗的母親，是個家庭主婦。和一般的媽媽一樣，都希望小孩比別人強，因此對小穗的教育相當關注，尤其是在算數與禮貌的方面，不會特別寵溺小孩，對小穗有嚴厲的一面。其實也可以算是一個好媽媽，平常處事冷靜。

- 田畑耕二（輔欣版無標註姓名，僅標註「多多的爸爸」）　（聲：二又一成）
小穗的父親，是個業務員，在公司擔任股長的職務。平常喜愛喝酒，常喝醉晚歸。他與早苗的婚姻算是入贅婚，與早苗的父母一同居住，因此在家中感覺沒什麼地位，離大男人也還差得很遠。

- 山川岩夫（輔欣版無標註姓名，僅標註「多多的外公」）　（聲：宮内幸平，但1998年特別節目是稻垣隆史）
早苗的父親，小穗的外公。沒有工作，靠著老人年金在過生活。平常喜歡下圍棋、種盆栽，還有很多其他的興趣，也有很多常出遊的朋友。當然，他其實是個很寵孫子的祖父，常為孫子花費心思，做出一些超出老人範圍的奇怪舉動。

- 山川峰（輔欣版無標註姓名，僅標註「多多的外婆」）　（聲：上村典子）
早苗的母親，小穗的外婆。長年做家庭主婦的工作，可以說是主婦當中的箇中高手。在小穗的家庭當中，她是唯一一個有戴眼鏡（而且是老花眼鏡）的角色。個性相當純樸，有時也會有孩子氣的一面。

- 大森竹男（輔欣版無標註姓名）　（聲：茶風林）
早苗的表弟，是岩夫妹妹的兒子，生於四國。由於胃口很好的關係，他有著強壯肥胖的身軀。興趣是登山，同時也具備柔道三段的技能。他在東京擔任國中的社會科老師，因此住進早苗家中。在2005年1月30日的讀賣新聞早報裡，他向學校裡的體育老師花田咲子求婚，得到她的同意，兩人終於結婚了。

- 野原俊（輔欣版無標註姓名）　（聲：矢島晶子）
小穗在幼稚園裡的朋友。

## 動畫
一直到現在，由讀賣電視台播出過以下幾個版本的改編動畫：
- 人小鬼大特別篇　秋日滿滿！！（1990年9月15日）
- 人小鬼大特別篇　夢滿滿！！（1991年9月15日）
- 人小鬼大（1992年10月19日 - 1994年3月21日）
- 人小鬼大特別篇　祭滿滿！（1994年9月15日）
- 人小鬼大特別篇　約定的神奇日子（讀賣電視台開播四十年紀念、1998年9月15日）

## 外部連結
- 動畫作品介紹 （页面存档备份，存于）（日語）